# Morcant Bulc ap Cyngar
Morcant Bulc (in latino "Morganus" e in inglese e gallese "Morgan"; fl. VI secolo) è stato secondo la tradizione figlio del re di Bryneich (Inghilterra settentrionale), Cyngar ap Dyfnwal, e sarebbe succeduto al padre o allo zio, Bran Hen ap Dyfnwal, in data imprecisata.

## Biografia
Sembra sia stato l'ultimo re britanno di Bryneich, spodestato nel 547 dagli angli, che già stanziati nella regione come mercenari a difesa dalle incursioni dei pitti, presero il potere con re Ida. Sembra che fosse fuggito a nord, rifugiandosi nel regno di Gododdin, dove sembra menzionato come re un personaggio di questo nome negli anni 576 e 589. Nel 590 sembra avesse fatto parte della coalizione di re britanni contro gli angli, guidata da Urien re del Rheged e partecipato all'assedio di Ynys Metcaut, contro il re anglo di Bernicia Hussa.
In seguito alle liti interne avrebbe fatto tuttavia assassinare il re Urien, portando alla dissoluzione della coalizione, e nel 597 avrebbe inoltre ucciso in battaglia anche il figlio di Urien, Owain, indebolendo ulteriormente i regni britanni. Gli successe, forse al passaggio tra VI e VII secolo il figlio Coledauc ap Morcant, come re di Bryneich, probabilmente solo di nome. L'identificazione con il malvagio re Morgan (o Morken) che perseguitò san Kentigern, sembra abbia scarso fondamento, e si appoggia sulla cattiva fama derivata dall'uccisione del re Urien.